# ДИПОЗЕ
Дирекцията за подпомагане на пострадалите лица и населените места от земетресението през 1928 година (ДИПОЗЕ) е държавна институция в България, подчинена на Министерството на вътрешните работи и народното здраве.
Тя е създадена, за да организира държавната помощ за засегнатите от Чирпанското земетресение през 1928 година. Закрита е в края на 1931 година.